# Renzo Antolini
Renzo Antolini (Negrar, 22 settembre 1953) è un politico italiano.